# Acalypha fruticulosa
Acalypha fruticulosa é uma espécie de flor do gênero Acalypha, pertencente à família Euphorbiaceae.